# Pelidnopedilon delagoae
Pelidnopedilon delagoae là một loài bọ cánh cứng trong họ Cerambycidae.